# Pistolet Astra 300
Astra 300 – hiszpański pistolet samopowtarzalny.

## Historia
W 1921 roku w Hiszpanii rozpoczęto produkcję pistoletu wojskowego Astra 400 kalibru 9 x 23 mm. Pomimo zasilania silnym nabojem pistoletowym działał on na zasadzie odrzutu zamka swobodnego. W następnym roku rozpoczęto produkcję jego zmniejszonej wersji oznaczonej jako Astra 300. Była ona zasilana słabszymi nabojami 7,65 mm Browning lub 9 mm Short.
W następnych latach pistolet Astra 300 był produkowany na rynek cywilny. W 1928 roku Astra 300 kalibru 9 mm Short stała się przepisową bronią boczną oficerów hiszpańskiej marynarki wojennej.
W czasie II wojny światowej ponad 85 000 pistoletów Astra 300 w obu wersjach kalibrowych zostało zakupione przez III Rzeszę. Egzemplarze wyprodukowane dla Niemieckiej armii mają wybite oznaczenia WA A57 i stylizowanego orła.
Produkcję pistoletu Astra 300 zakończono w 1947 roku. W ofercie firmu zastąpił ją pistolet Astra 3000

## Opis
Astra 300 była bronią samopowtarzalną. Zasada działania oparta na odrzucie zamka swobodnego.
Astra 300 był zasilany z wymiennego, jednorzędowego magazynka pudełkowego o pojemności 7 lub 8 naboi, umieszczonego w chwycie.
Lufa gwintowana.
Przyrządy celownicze mechaniczne, stałe (muszka i szczerbinka).